# Tày Sa Pa jezik
Tày S Pa jezik (ISO 639-3: tys; isto i tai s pa), tai-kadai jezik kojim govori oko 300 ljudi (2002 J. Edmondson) u vijetnamskoj provinciji Lao Cai, u distriktu Muong Khuong.
Pripada u skupinu pravih tai jezika i jugozapadnoj podskupini

## Vanjske poveznice
- Ethnologue (15th)